# Alexis Neiers
Alexis Christine Neiers (Los Angeles, Kalifornia, 1991. június 20. –) televíziós személyiség, feltörekvő modell és elítélt bűnöző. Szerepelt a E! valóságshow-jában, a Vadócokban anyjával, Andrea Arlington-Dunn-nal, és testvéreivel, Gabby Neiersszel és Tess Taylorral.

## Vadócok
2010. március 4-én startolt az E! csatornáján a Vadócok, egy valóságshow Alexis, az örökbefogadott „testvére” Tess Taylor, a biológiai húga Gabby Neiers és anyjuk, az egykori Playboy-modell Andrea Arlington életéről. A show Alexis és Tess modellkarrierjére és Los Angeles-i partizós életmódjukra fókuszál. A műsort kritizálták a lányok szexuális bohóckodásai és a család látszólag bizarr viselkedése miatt. Nem sokkal az első rész leforgatása után Alexist letartóztatták "Bling Ring"-rablásokban való részvétel miatt és a műsor végül bemutatja a lány letartóztatását, tárgyalásokat és a börtönéletét. A műsorból nem készült második évad.

## "Bling Ring"-ben való részvétele
2009. november 16-án Neiers nem vallotta magát bűnösnek, mikor azzal vádolták, hogy feltételezetten részt vett a hollywoodi "Bling Ring"-rablásokban. A betörők hírességek otthonait célozták meg, köztük Paul Oakenfold, Orlando Bloom, Lindsay Lohan, Rachel Bilson, Paris Hilton, Ashley Tisdale és Audrina Patridge házát. Alexis azt állította, hogy ittas volt Orlando Bloom otthonának kirablása során és „nem biztos abban, mi is történt”. Egy társa, Nich Prugo máshogy mesélte el a történteket, mondván Alexis tudatában volt a rablásnak és állítólag látható, hogy  besétál Bloom rezidenciájára a biztonsági kamera felvételein. A Neiers-ház átkutatása során rábukkantak egy Marc Jacobs-táskára, ami állítólag Rachel Bilson tulajdona és egy Chanel-nyakláncra, ami Lindsay Lohané. Alexis tagadta, hogy ezek a tárgyak lopottak lennének.
2010. május 10-én Alexis nem tagadta bűnösségét első fokon a Bloom-rezidencia kirablásáért, így 180 nap börtönfogságra ítélték 3 év próbaidővel. Neiers 2010. június 24-én kezdte letölteni büntetését és 2010. július 24-én kiengedték, miután 1 hónapot töltött a 6 hónap helyett börtönben. Börtönfogságának utolsó 5 napjában Lindsay Lohan cellája mellett volt.
Elmondta, hogy egyáltalán nem létesített semmilyen kapcsolatot Lohannel és hogy Lohan nem okozott semmiféle bajt.
Sofia Coppola nemrég forgatott egy filmet ezekről a "Bling Ring"-rablásokról, amelyben Emma Watson játssza Alexis karakterét.

## Médiás és magánélete
A Vadócok leadás után sok jóváhagyatlan kép jelent meg Alexisről és Tessről a www.thedirty.com oldalán. Habár ügyvédek is kérvényezték a képek levételét, amelyek között olyanok is vannak, amelyen a lányok füveznek, az oldal szerkesztője Nik Richie elutasította azt. 2010 decemberében Alexis bejelentkezett a malibui SOBA Rehabilitációs Központba, mert egy év rehabilitációra küldték, miután letartóztatták fekete kátrány és egy hamis floridai személyi igazolvány birtoklátásáért. Mindkettőt akkor fedezték fel, mikor Neiers nem tudott bejelentkezni a próbaidő felügyelőjével, mikor próbaidőn volt a "Bling Ring"-ben való részvételéért és a felügyelő fizette neki a látogatást és lakást keresett neki. Alexis a testvérével, Tess-szel volt a rehabilitációs kezelésen.
Kezelése közben Neiers elkezdett egy iskolát, annak érdekében, hogy megkapja a CASAC (Megbízott Alkohol és Drogfüggőség Tanácsadó) tanúsítványt, amellyel alkohol- és drogfüggőség tanácsadó lehet. 2011 októberében fejezte be az iskolát és szabadidejében önkéntes munkát végez különböző rehabilitációs központokban Malibuban. Alexis reméli, hogy sikerül nyitnia egy nagy közösségi központot fiataloknak  és fiatal felnőtteknek, akik kábítószer függőségben szenvednek.
2011. december 8-án Alexis részt vett a www.thedirty.com weboldal rádiójának egyik műsorában. Beismerte a Vadócok forgatása alatti drogfüggőségét (Xanax-függőségét), alkohol- és OxyConin függőségét, hozzátéve, hogy a Best Western Hotelben élt és drogozott, ráadásul koldult az utcán, mikor nem a műsort forgatták. Azt is elmondta, hogy kiskorában szexuálisan molesztálták, ami szintén hozzájárult drogproblémáihoz. Hozzátette, hogy már nem beszél Tess-szel és hogy 2 éve teljesen tiszta.

## Fordítás
- Ez a szócikk részben vagy egészben  az   Alexis Neiers című angol Wikipédia-szócikk fordításán alapul.  Az eredeti cikk szerkesztőit annak laptörténete sorolja fel. Ez a jelzés csupán a megfogalmazás eredetét és a szerzői jogokat jelzi, nem szolgál a cikkben szereplő információk forrásmegjelöléseként.